# Primera Regional de Navarra 1960-61
La temporada 1960-61 de Primera Regional de Navarra es cuarto nivel de las Ligas de fútbol de España para los clubes de Navarra y La Rioja, por debajo de la Tercera División de España

## Sistema de competición
Los 14 equipos en un único grupo, que se enfrentan a doble vuelta, una vez en casa y otra en el campo del equipo rival, todos contra todos.
El primer clasificado ascendió directamente a Tercera División. El segundo disputó una promoción de ascenso contra uno de los equipos clasificados en los puestos 13.º y 14.º del grupo IV de Tercera División.
Los tres últimos clasificados descenderían a Segunda Regional.

## Clasificación[1]
| Pos. | Equipo                 | Pts. | PJ | G  | E | P  | GF | GC | Dif. |                                              |
| ---- | ---------------------- | ---- | -- | -- | - | -- | -- | -- | ---- | -------------------------------------------- |
| 1    | C. D. Azcoyen (C, A)   | 35   | 24 | 16 | 3 | 5  | 58 | 22 | +36  | Ascenso a Tercera                            |
| 2    | C. Osasuna-Chantrea    | 30   | 24 | 12 | 6 | 6  | 56 | 29 | +27  | Promoción de ascenso a Tercera               |
| 3    | C. D. Tudelano         | 28   | 24 | 13 | 2 | 9  | 52 | 29 | +23  |                                              |
| 4    | Miranda F. C.          | 27   | 24 | 12 | 3 | 9  | 40 | 50 | −10  |                                              |
| 5    | C. D. La Calzada       | 26   | 24 | 10 | 6 | 8  | 43 | 38 | +5   |                                              |
| 6    | C. Atlético River Ebro | 26   | 24 | 12 | 2 | 10 | 50 | 54 | −4   |                                              |
| 7    | C. Haro Deportivo      | 26   | 24 | 10 | 6 | 8  | 41 | 38 | +3   |                                              |
| 8    | C. D. Calahorra (A)    | 26   | 24 | 15 | 2 | 7  | 60 | 26 | +34  |                                              |
| 9    | C. F. Erriberri        | 24   | 24 | 11 | 2 | 11 | 52 | 47 | +5   |                                              |
| 10   | C. D. Corellano        | 21   | 24 | 9  | 3 | 12 | 35 | 45 | −10  |                                              |
| 11   | C. D. Cirbonero        | 17   | 24 | 7  | 3 | 14 | 36 | 57 | −21  | Promoción de permanencia                     |
| 12   | C. D. Berceo           | 12   | 24 | 4  | 4 | 16 | 28 | 63 | −35  | Promoción de permanencia                     |
| 13   | C. Atlético Castejón   | 8    | 24 | 3  | 2 | 19 | 23 | 77 | −54  | El club no compite en la siguiente temporada |
| 14   | C. D. Falcesino        | 0    | 0  | 0  | 0 | 0  | 0  | 0  | 0    | El club no compite en la siguiente temporada |

 Fuente: Fútbol Regional
Notas:
1. ↑  El C. D. Calahorra recibió una sanción federativa de seis puntos. De manera posterior a la competición, una decisión federativa le otorgó el ascenso a Tercera División.
2. ↑  El C. D. Falcesino no finalizó la competición y fueron anulados todos sus partidos.

## Promoción de ascenso

### Finales[2]

#### Cuadro
| Equipo 1                    | Agr. | Equipo 2            | Ida | Vuelta |
| --------------------------- | ---- | ------------------- | --- | ------ |
| S. D. Ilintxa               | 3-5  | S. D. Beasáin       | 2-2 | 1-3    |
| C. D. Recreación de Logroño | 4-2  | C. Osasuna-Chantrea | 2-1 | 2-1    |

#### Partidos
| Ida; 18 de junio de 1961 | S. D. Ilintxa | 2-2 | S. D. Beasáin |  |  |

| Vuelta; 25 de junio de 1961 | S. D. Beasáin | 3-1 (Global 5-3) | S. D. Ilintxa |  |  |

| Ida; 18 de junio de 1961 | C. D. Recreación de Logroño | 2-1 | C. Osasuna-Chantrea |  |  |

| Vuelta; 25 de junio de 1961 | C. Osasuna-Chantrea | 1-2 (Global 2-4) | C. D. Recreación de Logroño |  |  |

### Equipos vencedores con plaza en Tercera División
| S. D. Beasain | C. D. Recreación de Logroño |

## Promoción de permanencia

### Ronda única[3]

#### Cuadro[perm 1]
| Equipo 1        | Agr. | Equipo 2              | Ida | Vuelta |
| --------------- | ---- | --------------------- | --- | ------ |
| C. D. Cirbonero | ?-?  | C. D. Azkarrena       |     |        |
| C. D. Berceo    | 3-5  | Peña Balsamaiso C. F. | 3-1 | 0-4    |

#### Partidos
| Ida; 25 de junio de 1961 | C. D. Cirbonero | vs. | C. D. Azkarrena |  |  |

| Vuelta; 29 de junio de 1961 | C. D. Azkarrena | vs. | C. D. Cirbonero |  |  |

| Ida; 25 de junio de 1961 | C. D. Berceo | 3-1 | Peña Balsamaiso C. F. |  |  |

| Vuelta; 29 de junio de 1961 | Peña Balsamaiso C. F. | 4-0 (Global 5-3) | C. D. Berceo |  |  |

1. ↑  Finalmente, debido a diversas vacantes los cuatro equipos lograron plaza en Primera Regional de Navarra.